# 穴龜屬
穴龜屬（Gopherus）是陸龜科下的一個屬，基因研究顯示該屬與亞洲的凹甲陸龜屬有親緣關係。 該屬的龜一般長20—50（7.9—19.7英寸）。 其下的五個中都發現於乾旱地區。

## 分佈與習性
該屬的龜主要生活在墨西哥北部及美國南部加利福尼亞莫哈韋沙漠到佛羅里達的地區。其名稱來源自這個屬的龜會挖掘深而大的洞穴的能力，這些洞穴可長達40英尺（12），深10英尺（3.0）。 他們挖掘出的洞穴中有時也會住入其他動物，諸如小型哺乳類、兩栖類、鳥類以及其他爬行動物。
穴龜屬的龜是食草動物，主要食物包括大部份草和豆科植物，以及一些植物果實。同時也會食腐及一些動物糞便。它們很少呆在水中。

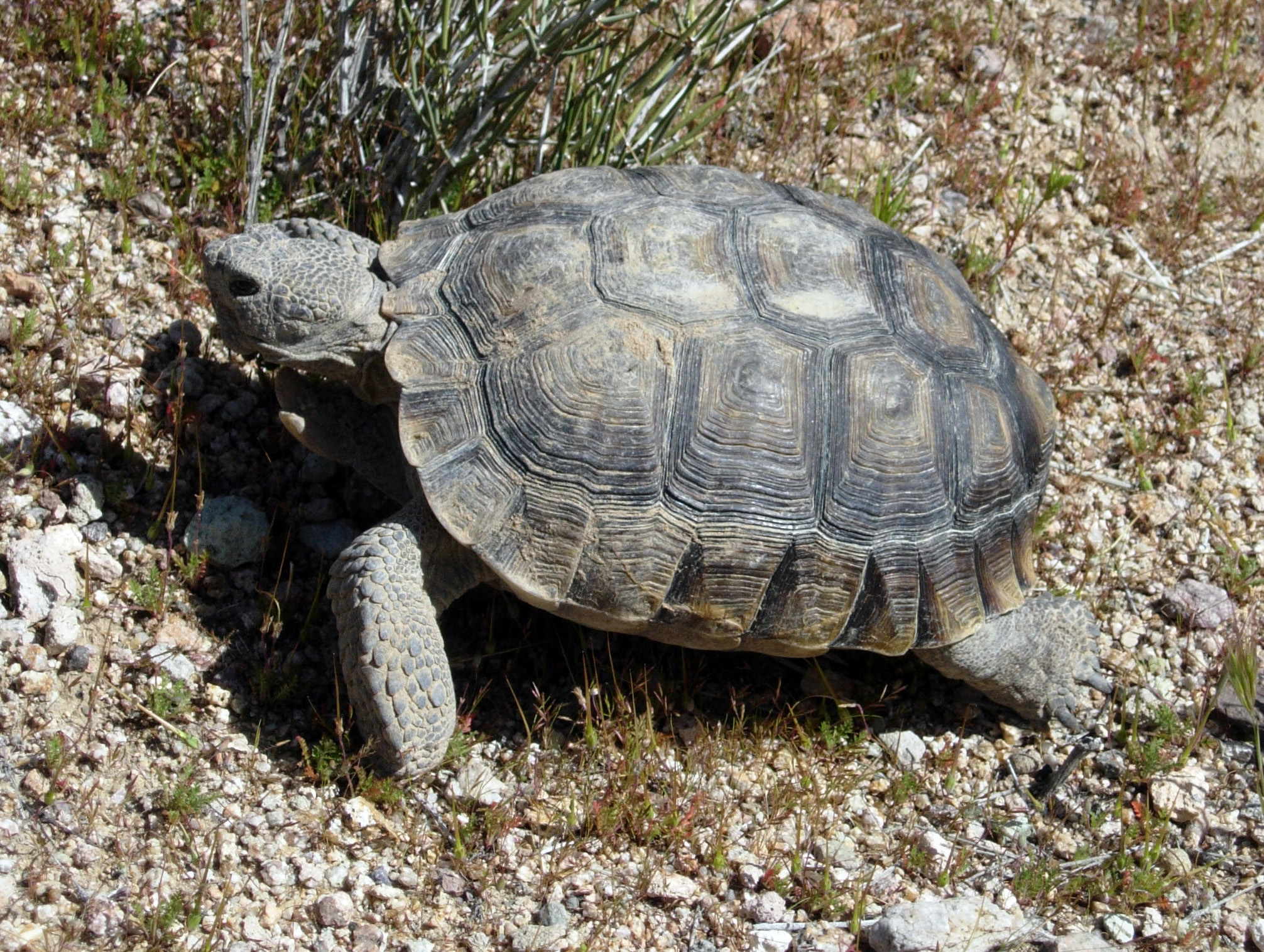
沙漠陸龜

## 繁殖
每年的四月至五月是穴龜屬的繁殖季節，但也要有可能提前到早春時節，雄龜會前往雌龜的巢穴與之交配，雌性陸龜會將產卵點選在其巢穴不遠處，每次產3至15枚卵。孵化期需70至100天。出生之後就會呆在母龜的巢穴中直到它們可以自己挖掘洞穴為止，其成年時間約10至15年。

## 種
2011年7月，研究人員根據DNA和行為數據將索諾蘭沙漠和莫哈韋沙漠的穴龜分成了兩個不同的種。 因此該屬下現有5種：
- 莫哈韋穴龟 Gopherus agassizii (CooCooperper, 1861)
- Gopherus auffenbergi Mooser, 1972
- 德州穴龜 Gopherus berlandieri Agassiz, 1857
- Gopherus depressus Brattstrom, 1961
- Gopherus donlaloi Reynoso & Montellano-Ballesteros, 2004
- Gopherus evgoodei Edwards, Karl, Vaughn, Rosen, Meléndez-Torres & Murphy, 2016[8]
- 黃緣穴龜 Gopherus flavomarginatus Legler, 1959
- Gopherus hexagonatus (Cope, 1893)
- 索諾蘭穴龟 Gopherus morafkai Murphy, Berry, Edwards, Leviton, Lathrop & Riedle, 2011[6]
- 佛州穴龜 Gopherus polyphemus (Daudin, 1801)

归入本属的物种：
- Testudo brevisterna (Loomis, 1909)
- Testudo edae (Hay, 1906)
- Testudo laticunea (Cope, 1873)
- Testudo mohavense (Merriam, 1919)

## 保護
穴龜屬五個種的數量都在急劇下降，以前其龜肉常被用來煮龜湯。 現在其主要威脅則來自棲息地的破壞，同時寵物貿易和車輛的碾壓也對其造成了一定的威脅。 美國密西西比州交通部在通過穴龜屬龜棲息地的高速公路兩邊安置了有角度的護欄，以防止這些龜爬到公路上而被車輛碾壓造成傷亡。 2009年11月9日，美國魚類及野生動物管理局將美國東部的地鼠穴龜列到了其瀕危物種名單上。

## 外部連結
- Gopher Tortoise Council （页面存档备份，存于）
- The Gopher Tortoise Organization （页面存档备份，存于）